# Stéphanie Ludwig
Stéphanie Ludwig, född 29 november 1972 i Casablanca, Marocko, är en tidigare fransk handbollsspelare.

## Klubbkarriär
Stéphanie Ludwig bodde i Casablanca tills hon var 6 år gammal. Hon började spela handboll för ASPTT Bar-le-Duc då hon var tio år gammal. I slutet av 1980-talet kom hon till Bordeaux Étudiants Club. Som senior spelade hon först 1992 för Béthunois BL. Främsta meriten med Béthunois var en andra plats i mästerskapet 1995. AS Bondy blev nästa klubbadress två år från 1996. 1998 började hon spela för Metz HB, den franska toppklubben. I Metz blev hon fyra gånger fransk mästare  åren 1999, 2000, 2002 och 2004 och vann franska cupen 1999. Hon var proffs i spanska klubben Ferrobus Mislata 2002-2003 men återvände sedan ett år till Metz HB. Elitkarriären avslutade hon i med två år i ESC Yutz i Frankrike och ett år i Handball Plan de Cuques. 2007 till 2013 spelade hon för en klubb i lägre divisioner Case Cressonnière.
2016 blev hon tränare för Aviron Bayonnais. Laget som gick upp i högsta ligan. I februari 2017 förlängde hon sitt kontrakt med' laget ytterligare en säsong. Hon lämnade klubben i slutet av säsongen 2017-2018.

## Landslagskarriär
Ludwig fick debutera i landslaget 1995 och hon vann sin första mästerskap då Frankrike vann ett silver vid VM 1999 i Danmark/Norge. Året efter deltog hon vid OS 2000 där laget slutade på en 6:e plats. Hon var sedan med i det franska bronslaget vid EM 2002. Hennes främsta merit är världsmästartiteln 2003 med Frankrike.

## Meriter i klubblag
- Fransk mästare 1999, 2000, 2002 och 2004 med ASPTT Metz
- silver i franska mästerskapet 1995 med Stade Béthunois BL
- vinnare av franska cupen 1999 med ASPTT Metz